# José Pérez Gazzolo
José Manuel Pérez Gazzolo (¿?, 1 de enero de 1892 - El Pardo, 6 de marzo de 1939) fue un militar español, coronel del Ejército Popular de la República, a favor de la cual luchó en la Guerra Civil. Fue ejecutado en los últimos días de la contienda, durante las luchas internas que tuvieron lugar como consencuenca del golpe de Estado de Segismundo Casado.

## Biografía
Nacido el 1 de enero de 1892 en San Fernando, Cádiz, fue militar de carrera. Pertenecía al arma de infantería.
En julio de 1936, al estallido de la Guerra civil, ostentaba el rango de comandante de infantería y se encontraba destinado en el Estado Mayor del Ejército. En agosto acompañó a la columna de José Miaja en su intento de ocupar Córdoba. Posiblemente continúa el resto de los meses de 1936 en el Estado Mayor de alguna de las columnas que actúan en Andalucía, ya que el 18 de diciembre de 1936 es nombrado Jefe del Estado Mayor del Ejército del Sur, ya con el rango de teniente coronel, el cual era mandado por el general Martínez Monje. Hasta mayo de 1937 permanecerá en este cargo, excepto un pequeño intervalo tras la caída de Málaga que es sustituido por coronel José Billón Esterlich. Durante su estancia en dicha unidad prepara junto a otros militares el ataque al Santuario de Nuestra Señora de la Cabeza (abril de 1937). 
El 30 de mayo de 1937, tras el nombramiento de Juan Negrín como jefe del gobierno republicano, Pérez Gazzolo es trasladado al Estado Mayor del Ejército del Centro, donde es designado segundo jefe de Estado Mayor. A comienzos de marzo de 1939 un decreto del gobierno republicano lo ascendió al rango de coronel.
Poco después tuvo lugar el golpe de Casado, que Pérez Gazzolo apoyó. El 6 de marzo fue apresado junto a los coroneles Joaquín Otero Ferrer y Arnoldo Fernández en la posición «Jaca» por efectivos de la 8.ª División mandada por Ascanio y llevado a El Pardo, donde serían fusilados. Sus cadáveres, sin embargo, no fueron encontrados hasta el día 23. Como represalia por estas muertes, el coronel Luis Barceló será también fusilado tras el fin de la lucha entre partidarios de la Junta y comunistas.